# 大橋英寿
大橋 英寿（おおはし ひでし、1939年 - ）は、日本の社会心理学者。東北大学名誉教授。専門は、社会心理学、シャーマニズム心理学。
北海道旭川市生まれ。東北大学大学院文学研究科修了。京都教育大学、東北大学教授を経て、2002年3月から2009年3月まで放送大学教授。放送大学在籍中に、同大学副学長、宮城学習センター所長を歴任。2009年3月に放送大学を定年退職。
シャーマニズムの社会心理学的研究、沖縄におけるユタの研究、南米日系移民労働者の事例研究で著作・論文を多数発表している。

## 主な著作・編集
- 沖縄シャーマニズムの社会心理学的研究（弘文堂、1998年）ISBN 433565099X
- 社会心理学特論: 人格・社会・文化のクロスロード（放送大学教育振興会、2002年）ISBN 459513360X
- フィールド社会心理学（放送大学教育振興会、2004年）ISBN 4595237294
- 社会心理学特論: 発達・臨床との接点を求めて（放送大学教育振興会、2005年）ISBN 4595134193